# 哀悼基督 (委罗内塞)

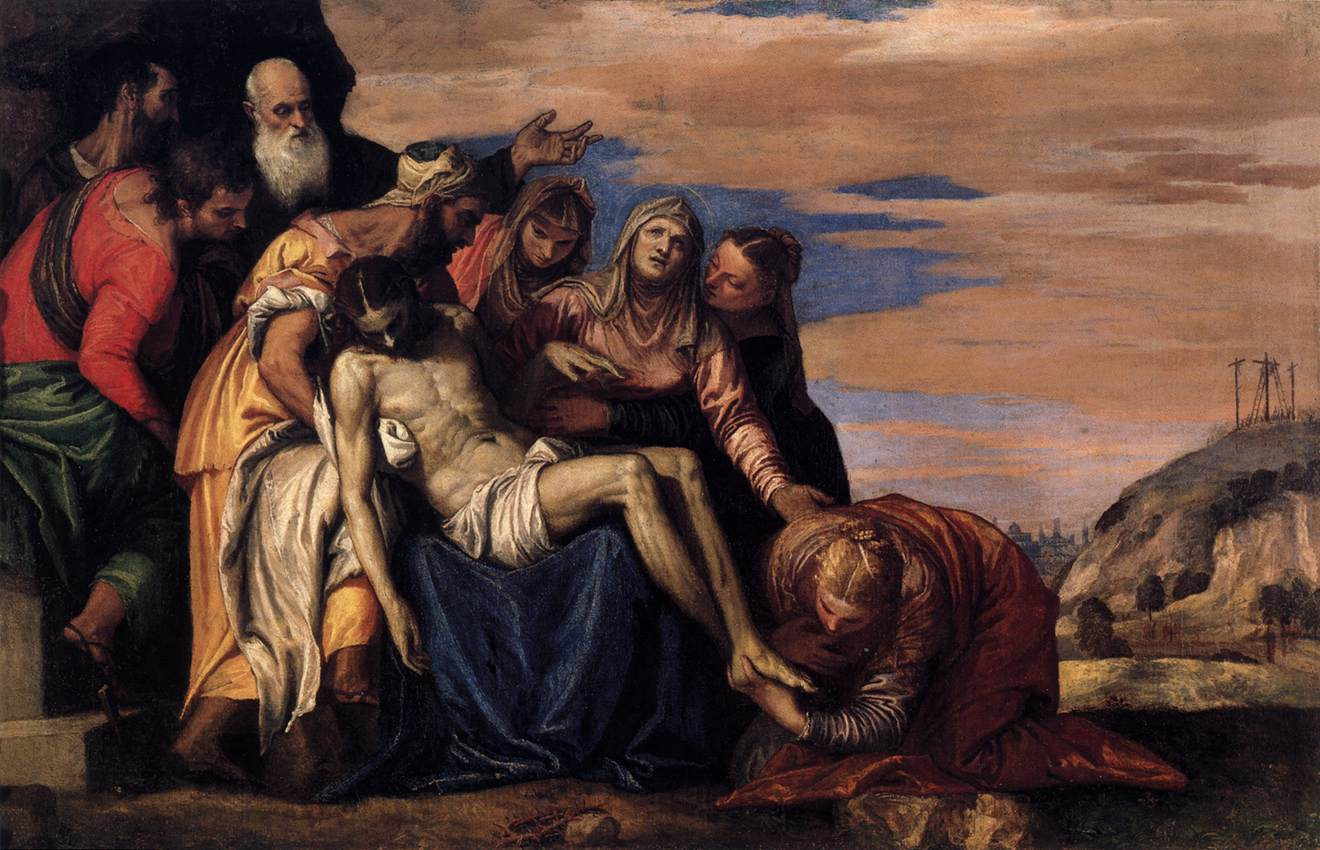

《哀悼基督》是保罗·委罗内塞的一幅布面油画，绘制于约1548年，现藏于维罗纳的城堡博物馆。 
这幅画由热罗尼默会修士为恩宠圣母堂订制，于1548年完成，与贝维拉夸-拉齐塞祭坛画（现藏于同一博物馆）同年。一幅19世纪的复制品现在挂在威尼斯的圣马西莫阿迪杰教堂中。 